# پی‌یر وومه
پیر وومه (فرانسوی: Pierre Womé‎؛ زادهٔ ۲۶ مارس ۱۹۷۹) یک بازیکن فوتبال اهل کامرون است.
از باشگاه‌هایی که در آن بازی کرده‌است می‌توان به وردربرمن، ویچنزا، کلن، برشا، اینترمیلان، آ. اس. رم، اسپانیول، و فولام اشاره کرد.
وی همچنین در تیم ملی فوتبال کامرون بازی کرده‌است و در جام‌های حهانی ۱۹۹۸ و ۲۰۰۲ برای این تیم به میدان رفت.